# Mitologia cananeia
A religião  cananeia corresponde à religião dos cananeus, descoberta a partir de 1928 como resultado de escavações arqueológicas em Ugarite (atual Ras Shamra, ao norte da Síria moderna).
Até então, pouco se sabia sobre a cultura ugarítica. Embora sua mitologia possua muitos elementos em comum com os da Mesopotâmia, possui uma série de elementos particulares que as diferenciam.

## Descobertas

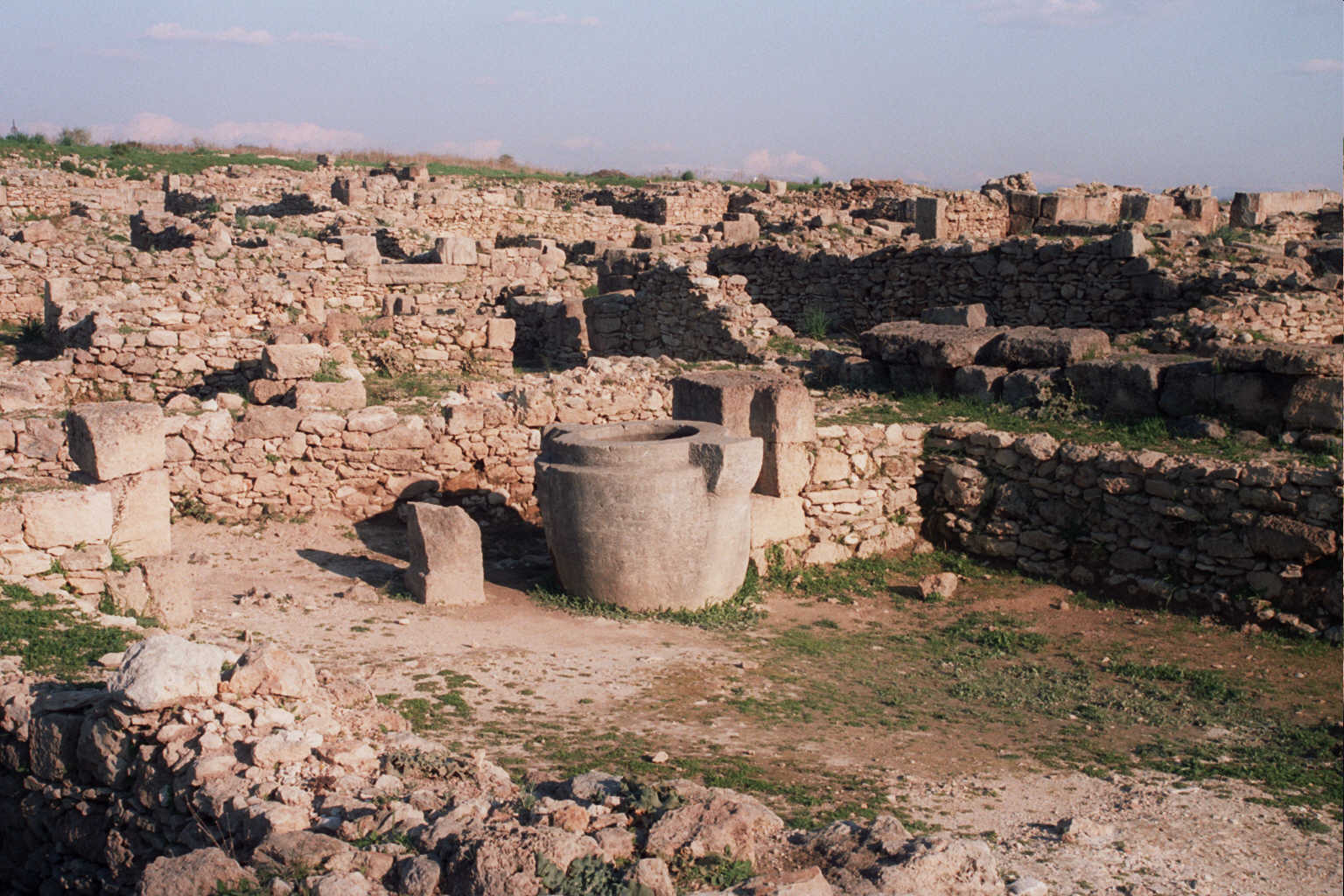
Ruínas escavadas da cidade de Ugarite

As escavações feitas em Ugarite revelaram uma série de tabuletas em argila contendo textos datados de cerca de 1 400 a 1 350 a.C., mas cujos mitos são certamente de criação bastante anterior, de cantores populares ou oficiais. Escritos em forma de poemas, alguns dos textos tinham uso na liturgia dos templos.

## Principais mitos
O principal deus cananeu era El, o criador. O mais ativo dentre o panteão ugarítico, contudo, é Baal, associado ao deus-tempestade Hadade, e seus inimigos Iã (o Mar) e Mot (a seca e esterilidade).
A história do rei mítico Querete revela aspectos da vida social cananeia. Deusas também compunham o panteão, como Aserá (ou Astarte), esposa de El, e Anate esposa de Baal.

## Lista dos Deuses Conhecidos
- El - criador do universo
- Aserá - co-criadora do universo
- Baal - deus da tempestade e do clima
- Yam (god) - deus do oceano
- Mot (god) - deus da morte/submundo
- Anate
- Astarte - deusa do sexo